# ČSD-Baureihe T 211.1
Die Lokomotive der ČSD-Baureihe T 211.1 entstand durch Rekonstruktion aus der ČSD-Baureihe T 211.0.
In den Jahren 1977 bis 1991 wurden bei dieser der neue und leistungsstärkere Motor TATRA 930.51 eingebaut. Dadurch erhöhte sich die Leistung auf 147 kW und die rekonstruierten Maschinen wurden in die Baureihe T 211.1 (ab 1988: 701) eingeordnet. Der Grundaufbau der T 211.0 blieb erhalten. Später wurden bei den Lokomotiven der Motor T3 - 928.32 eingebaut, und die auf diese Art eingerichteten Lokomotiven wurden als Reihe T 211.2 (ab 1988: 701.3) bezeichnet.
Einige der anspruchslosen und bewährten Lokomotiven sind im leichten Verschub sowie im Arbeitszugdienst eingesetzt.

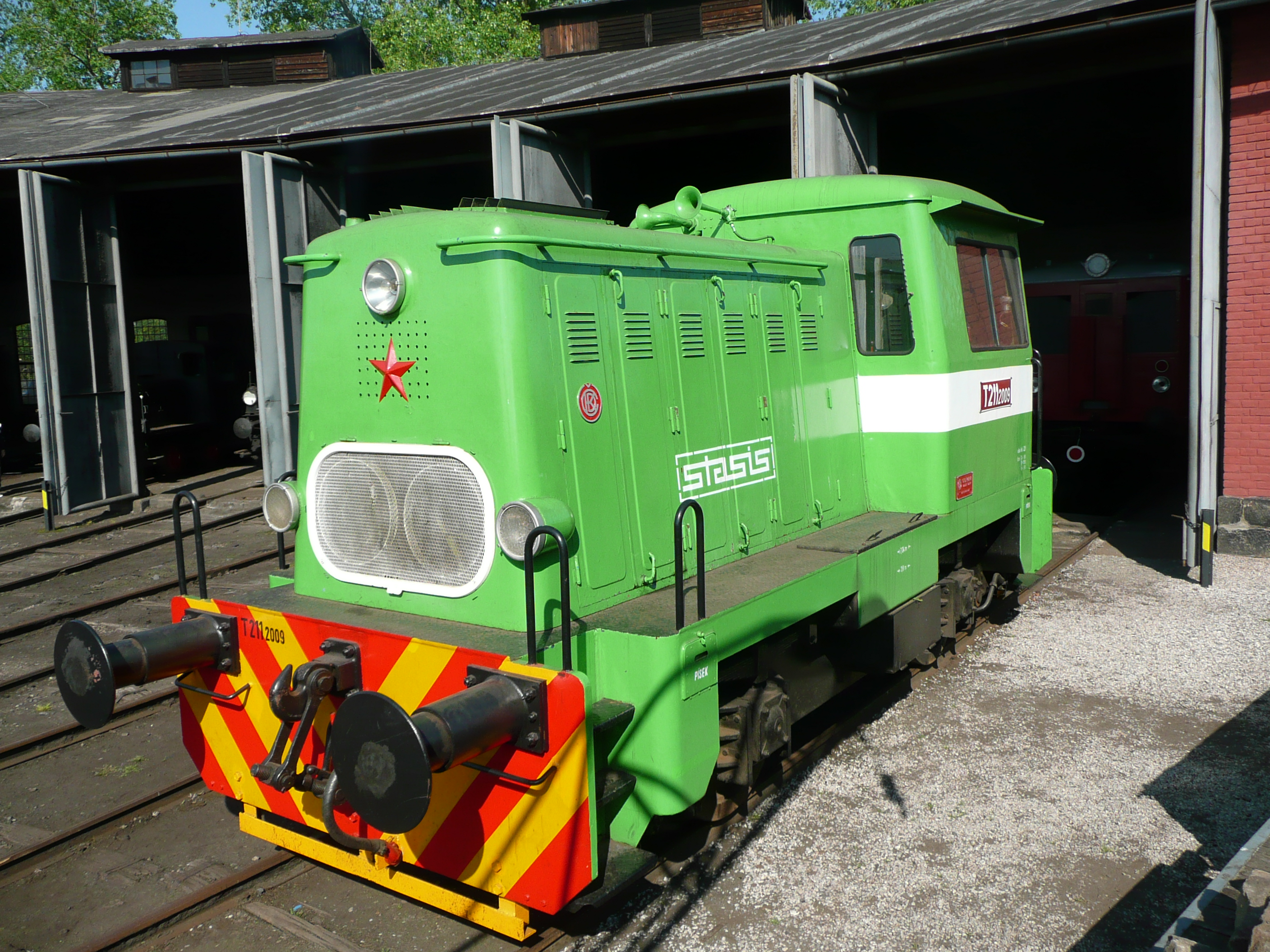
T 211.2009 im Eisenbahnmuseum Jaroměř

## Schmalspurvariante

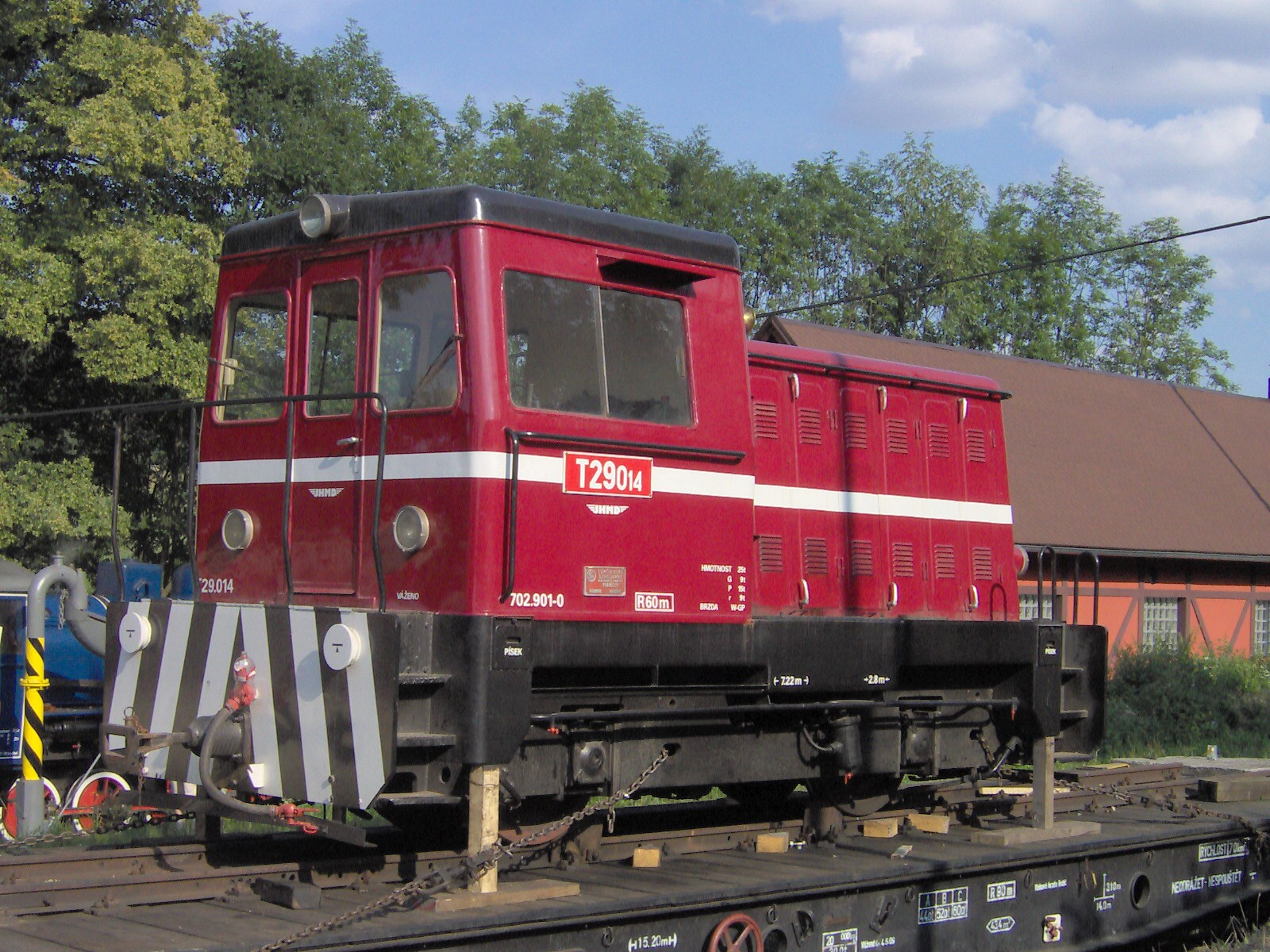
T 29.014 auf einem Transportwagen in Třemešná (2009)

Durch Umbau auf die Spurweiten 760 mm und 1000 mm entstand die Baureihe T 29.0, die heute als Reihe 701.9 bezeichnet wird. Die Rekonstruktion wurde vom Ausbesserungswerk Nymburk ausgeführt.